# Madonna della Catena

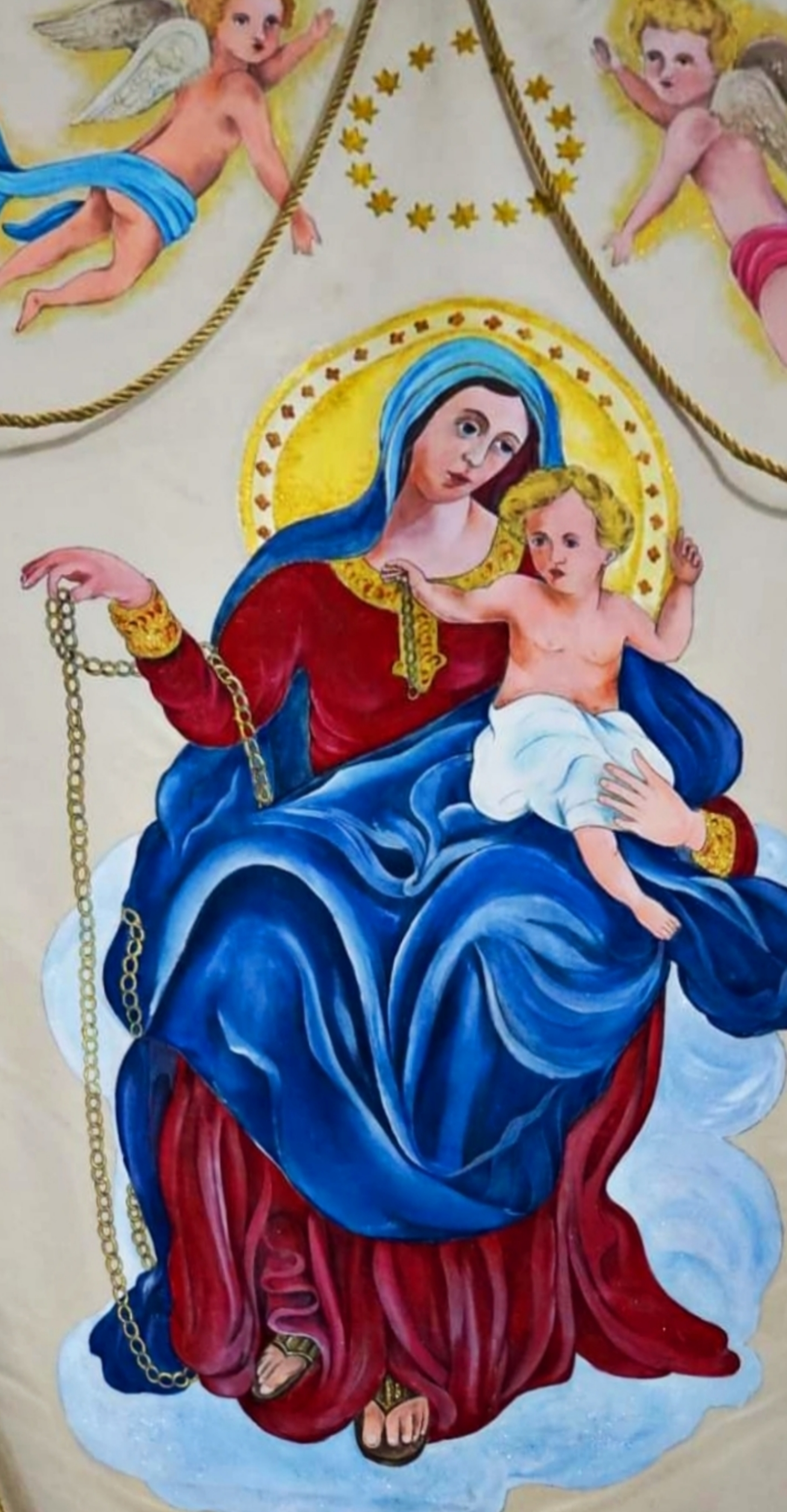

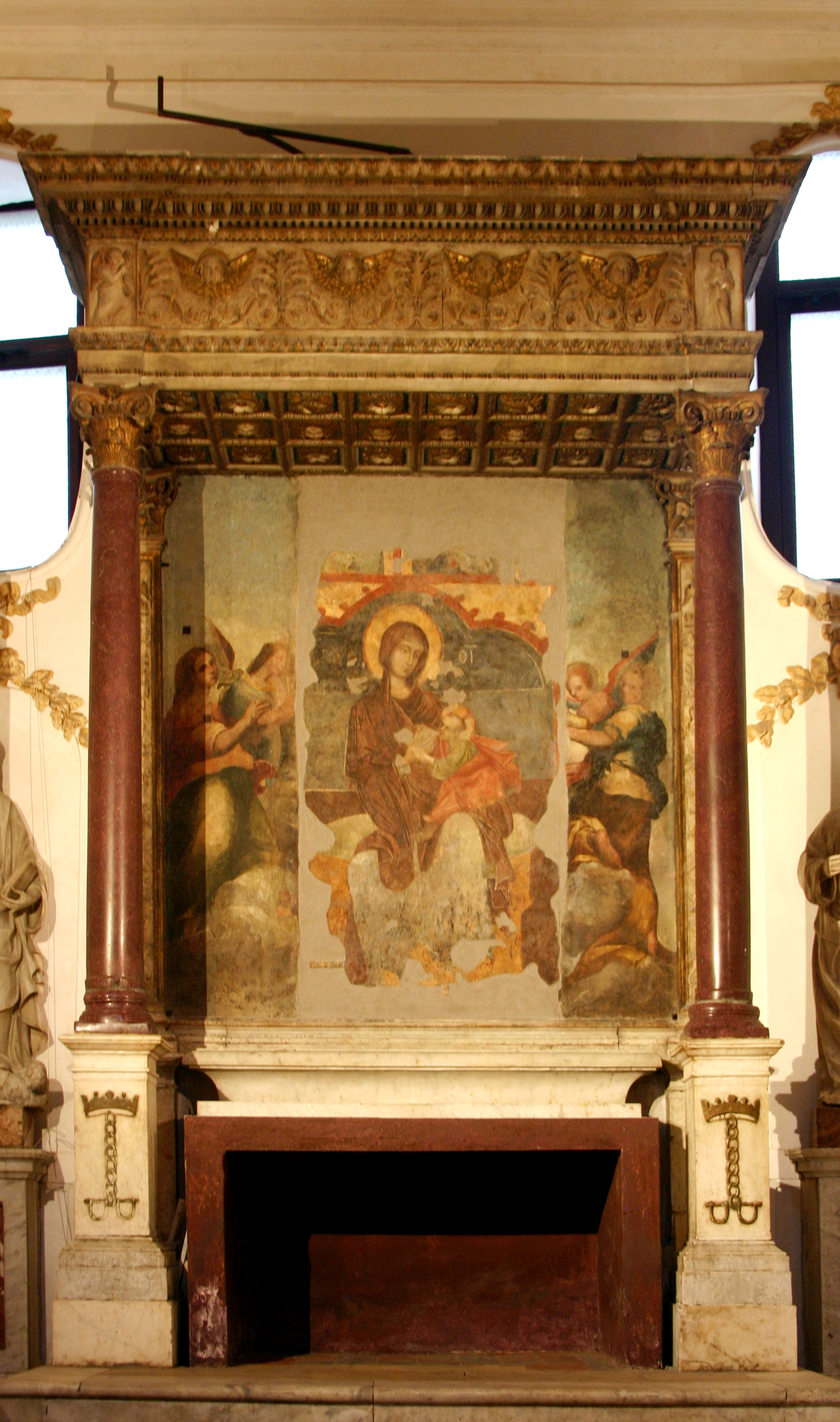
Часовня Santa Maria della Catena, фреска

Мадонна цепей (итал. Nostra Signora della Catena) — образ Девы Марии, имеющий эпитет, которым римско-католическая церковь обращается к Марии, матери Иисуса. Название определяет Пресвятую Деву как «могущественную освободительницу» своих детей от любых цепей, сковывающих их существование, будь то материальные узы тюремного заключения или рабства, духовные узы греха или метафорические «цепи» проблем, которые терзают их души. Распространение этого титула связано, прежде всего, с преданием о чуде, произошедшем в Палермо в 1392 году и известного как «чудо цепей» (miracolo delle catene).

Согласно рассказу историков Монгиторе и Пирри, правившим на Сицилии Мартином I Младшим (1385—1409) трое невиновных мужчин были приговорены к смертной казни в Палермо в августе 1392 года. Их отвезли на Пьяцца Марина, где должны были повесить. Как только виселицы были подготовлены, началась сильная гроза, которая вынудила людей бежать. Палачи с тремя приговоренными, которых невозможно было отправить обратно в тюрьму, укрылись в соседней портовой церкви Девы Марии, недалеко от моря. Приговорённые были привязаны друг к другу двойными цепями после того, как были наглухо закрыты двери. Гроза продолжалась долго, поэтому казнь откладывалась до следующего дня. Трое, охраняемые стражниками, припали к образу Богоматери на алтаре, и стали настойчиво молиться, видя в буре предзнаменование спасения. Внезапно, когда солдаты погрузились в глубокий сон, цепи, удерживающие их, разорвались, в то время как голос Богоматери, который, казалось, исходил из священного образа, успокаивал их: 
«Выходите на свободу и не угнетайте себя страхом смерти: по Моему заступничеству уже Мой божественный сын, которого я ношу на руках, освободил вас от цепей и даровал вам жизнь!» 
Цепи упали без шума, дверь распахнулась, и трое невиновных вышли из храма. Стражники проснулись только на рассвете. Вскоре солдатам удалось вернуть беглецов, но они были остановлены людьми, которые обратились к королю Мартину I. Когда они услышали рассказ о чуде и о том, что цепи разорвались из-за заступничества Богородицы, он немедленно объявил их свободными. Именно Король и королева были первыми, кто подошёл к маленькой церкви, чтобы увидеть разорванные цепи и отдать дань уважения Пресвятой Деве. Вместе с вестью о чуде повсюду распространилась преданность «Мадонне цепей», Справедливой за пределами человеческой справедливости и Дающей надежду за пределами человеческой надежды. Множество паломников и больных пришли в церковь, привлечённые как славой чуда, так и желанием здоровья и всяческих милостей.
Считается, что событие произошло 23 августа 1392 года.